# Логан (тауншип, округ Эйткин, Миннесота)
Логан (англ. Logan) — тауншип в округе Эйткин, Миннесота, США. На 2000 год его население составило 231 человек.

## География
По данным Бюро переписи населения США площадь тауншипа составляет 92,5 км², из которых 91,1 км² занимает суша, а 1,4 км² — вода (1,54 %).

## Демография
По данным переписи населения 2000 года здесь находились 231 человек, 95 домохозяйств и 70 семей.  Плотность населения —  2,5 чел./км².  На территории тауншипа расположено 174 постройки со средней плотностью 1,9 построек на один квадратный километр. Расовый состав населения: 98,70 % белых и 1,30 % афроамериканцев. Испанцы или латиноамериканцы любой расы составляли 1,30 % от популяции тауншипа.
Из 95 домохозяйств в 23,2 % воспитывались дети до 18 лет, в 63,2 % проживали супружеские пары, в 7,4 % проживали незамужние женщины и в 25,3 % домохозяйств проживали несемейные люди. 23,2 % домохозяйств состояли из одного человека, при том 9,5 % из — одиноких пожилых людей старше 65 лет. Средний размер домохозяйства — 2,43, а семьи — 2,79 человека.
20,3 % населения — младше 18 лет, 4,8 % — в возрасте от 18 до 24 лет, 23,4 % м от 25 до 44, 30,3 % — от 45 до 64, и 21,2 % — старше 65 лет. Средний возраст — 46 лет. На каждые 100 женщин приходилось 102,6 мужчин.  На каждые 100 женщин старше 18 приходилось 106,7 мужчин.
Средний годовой доход домохозяйства составлял 34 444 доллара, а средний годовой доход семьи —  35 750 долларов. Средний доход мужчин —  43 125  долларов, в то время как у женщин — 25 179. Доход на душу населения составил 15 404 доллара. За чертой бедности находились 9,9 % семей и 10,8 % всего населения тауншипа, из которых 14,8 % младше 18 лет.